# Kanton Montfaucon-en-Velay
Der Kanton Montfaucon-en-Velay war bis 2015 ein französischer Wahlkreis im Arrondissement Yssingeaux, im Département Haute-Loire und in der Region Auvergne; sein Hauptort war Montfaucon-en-Velay. Vertreter im Generalrat des Départements war zuletzt von 2004 bis 2015 Jean-Pierre Marcon (UDI). 

## Geografie
Der Kanton war 193,15 km² groß und hatte 7294 Einwohner (Stand: 2012). 

## Gemeinden
Der Kanton umfasste sieben Gemeinden:
| Gemeinde                 | Einwohner Jahr | Fläche km² | Bevölkerungsdichte | Code INSEE | Postleitzahl |
| ------------------------ | -------------- | ---------- | ------------------ | ---------- | ------------ |
| Dunières                 | 2886 (2013)    | 34,75      | 83 Einw./km²       | 43087      | 43220        |
| Montfaucon-en-Velay      | 1265 (2013)    | 4,99       | 254 Einw./km²      | 43141      | 43290        |
| Montregard               | 616 (2013)     | 39,93      | 15 Einw./km²       | 43142      | 43290        |
| Raucoules                | 903 (2013)     | 21,01      | 43 Einw./km²       | 43159      | 43290        |
| Riotord                  | 1179 (2013)    | 51,88      | 23 Einw./km²       | 43163      | 43220        |
| Saint-Bonnet-le-Froid    | 252 (2013)     | 13,09      | 19 Einw./km²       | 43172      | 43290        |
| Saint-Julien-Molhesabate | 180 (2013)     | 27,5       | 7 Einw./km²        | 43204      | 43220        |

## Bevölkerungsentwicklung
| 1962 | 1968 | 1975 | 1982 | 1990 | 1999 | 2006 | 2011 |
| ---- | ---- | ---- | ---- | ---- | ---- | ---- | ---- |
| 8257 | 7939 | 7561 | 7317 | 7316 | 7046 | 7207 | 7318 |